# Кестон Джульєн
Кестон Джульєн (англ. Keston Julien, нар. 26 жовтня 1998, Порт-оф-Спейн) — тринідадський футболіст, лівий захисник молдовського клубу «Шериф» та національної збірної Тринідаду і Тобаго.

## Клубна кар'єра
У дорослому футболі дебютував 2015 року виступами за команду «Дабл-Ю Конекшн», в якій провів один сезон, після цього захищав кольори іншого місцевого клубу «Сан-Хуан Джаблоті».
На початку 2017 року захисник підписав контракт зі словацьким «Тренчином» і відіграв за нову команду наступні три з половиною сезони своєї ігрової кар'єри, так і не ставши основним гравцем.
17 серпня 2020 року Джульєн перейшов у «Шериф», з яким у першому ж сезоні став чемпіоном Молдови. Станом на 29 серпня 2021 року відіграв за тираспольський клуб 18 матчів в національному чемпіонаті.

## Виступи за збірну
6 жовтня 2018 року дебютував в офіційних іграх у складі національної збірної Тринідаду і Тобаго в товариському матчі проти ОАЕ (2:0), вийшовши на заміну на 74-й хвилині.

## Титули і досягнення
- Чемпіон Молдови (3):

«Шериф»: 2020-21, 2021-22, 2022-23
- Володар Кубка Молдови (2):

«Шериф»: 2021-22, 2022-23